# 4611 Вулканейфел
4611 Вулканейфел (4611 Vulkaneifel) — астероїд головного поясу, відкритий 5 квітня 1989 року.
Тіссеранів параметр щодо Юпітера — 3,341.